# Redekea
Redekea is een geslacht van kreeftachtigen uit de klasse van de Ostracoda (mosselkreeftjes).

## Soorten
- Redekea californica De Vos & Stock, 1956
- Redekea perpusilla de Vos, 1953